# Huan
Huan (pron. «Júan») es un perro de caza ficticio creado por el escritor británico J. R. R. Tolkien que aparece en sus historias recopiladas en El Silmarillion. Llegó con los Noldor a la Tierra Media desde Valinor, donde nació en los días de los Árboles o incluso antes, por lo que en el libro se le llama «El perro de Valinor». Huan toma parte importante en una de las historias más relevantes de El Silmarillion: la recuperación del Silmaril llevada a cabo por Beren y Lúthien. 

## Historia ficticia
Huan era un perro de caza que el vala Oromë regaló al elfo Celegorm, uno de los hijos de Fëanor, antes del exilio de los Noldor de Valinor, al que acompañó a su amo. Por ello, el mismo Huan cayó bajo la Maldición de Mandos. Tolkien lo describe como un sabueso enorme, del tamaño de un caballo pequeño, y sumamente poderoso, y al que los Valar habían dotado de capacidades especiales, como la de hablar. Ya en la Tierra Media, Huan siempre acompañaba a Celegorm en sus cacerías.

### Encuentro de Huan y Lúthien Tinúviel
Huan fue atraído hacia Lúthien por su increíble olfato, y la condujo hasta Celegorm. Cuando Lúthien se quitó la capa ante Celegorm, este quedó enamorado de ella, por su inigualable belleza. Celegorm  decidió retenerla por la fuerza en Nargothrond, y sólo le permitía hablar con él y con su hermano Curufin. También dejaba entrar a verla al fiel perro Huan, que sentía en su corazón que lo que Celegorm hacía con Lúthien estaba muy mal. Entonces, Huan habló por primera vez, contándole a Lúthien su plan para que escapase. Y así, galopando Lúthien sobre Huan, escaparon ambos de Nargothrond.

### Lucha de Huan contra los licántropos de Sauron, y contra Sauron mismo
Huan estaba atado a un hado que sostenía que sería muerto por el lobo más poderoso en pisar la Tierra Media. Cuando Beren, Lúthien y Huan llegan a Taur-nu-Fuin, Sauron los empezó a atacar con licántropos, pero Huan los mataba a todos. Sauron, entonces, envió a Draugluin, un licántropo horrible, el más viejo y malvado de todos los de Angband. Sin embargo, Huan lo hirió de muerte. El licántropo fue a morir a los pies de su amo Sauron, y le dijo «Huan está allí». Entonces Sauron, conociendo el hado de Huan, fue a su encuentro transformado en lobo, decidido a cumplirlo él mismo. La lucha entre Huan, el perro de Valinor, y Sauron, en forma de lobo, fue feroz, pero Huan ganó, y Sauron se rindió, tras haber pasado a la forma de una serpiente para que Huan lo soltara. Lúthien liberó entonces a Beren, que estaba en los horribles calabozos de Sauron en Angband.

### Recuperación del Silmaril y muerte de Huan
Sin embargo, Beren debía conseguir el Silmaril, y no lo tenía. Lo consiguió luego, mientras Morgoth era abatido por el encanto de Lúthien. Sin embargo, se llenó por un momento de codicia su corazón, e intentó arrancar también los otros dos Silmarils. En esas, despertó a Morgoth. Al intentar escapar los tres, Morgoth puso en su persecución a Carcharoth, un terrible lobo que había criado personalmente y a quien no se conocía hasta el momento. Huan no logró vencer a Carcharoth, por lo que las águilas de Thorondor debieron acudir a rescatarlos. El licántropo Carcharoth enloqueció por haberle arracado la mano a Beren, y habérsela tragado con el Silmaril en ella. La horrible bestia salió de Angband y llegó a Doriath, y Thingol, Beren, Mablung, Beleg Cuthalion y Huan fueron a cazarlo. Huan descubrió a Carcharoth y lo mató, pero murió con el veneno de Carcharoth en su cuerpo. En ese momento se cumplió una profecía que no le permitía hablar; pero habló y sus palabras fueron "Adiós Beren" y allí murió con la mano de Beren sobre su cabeza.